# Jacques Vallée

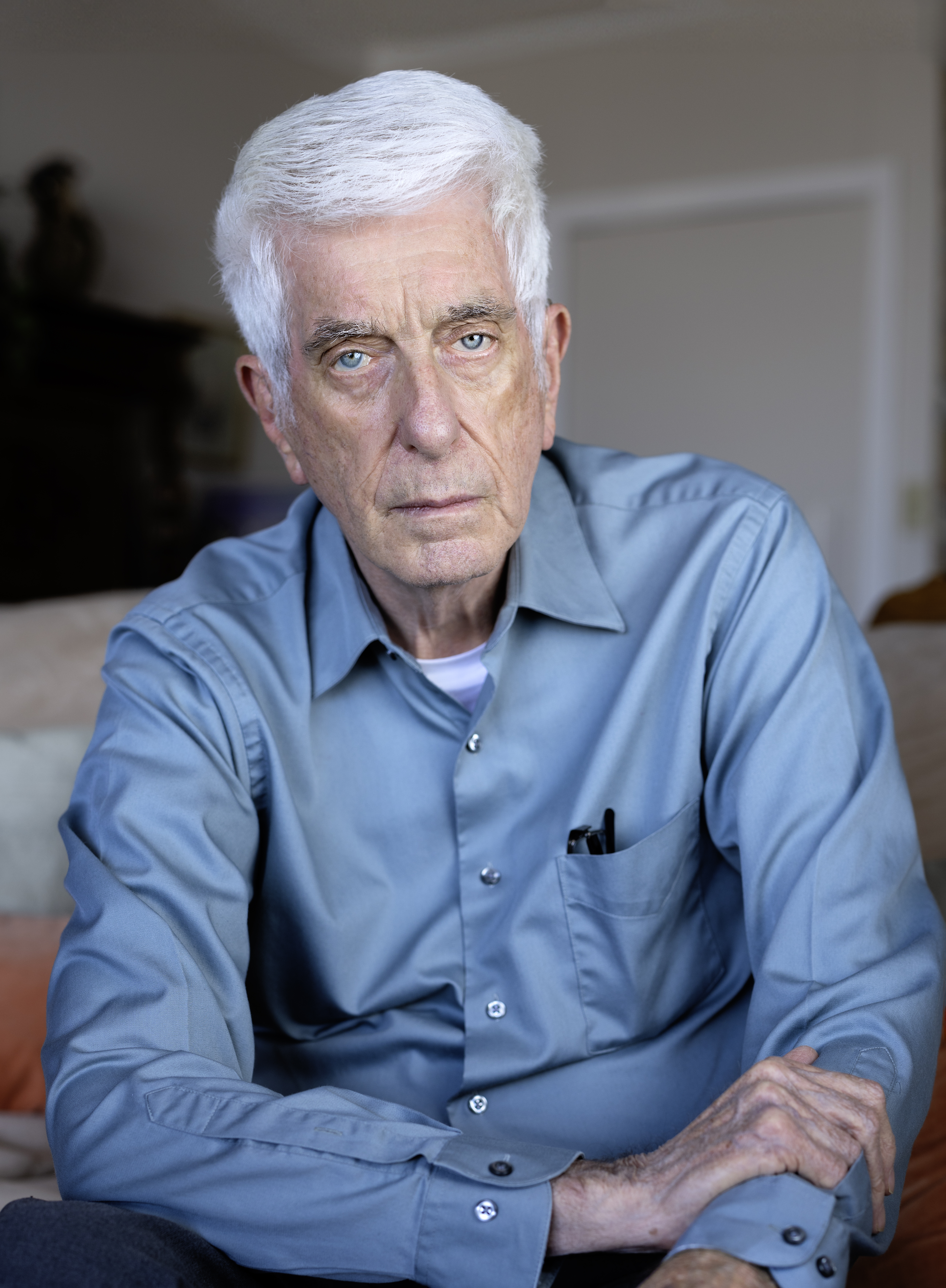
Jacques Vallée, 2024.

Jacques F. Vallée, Ph.D. (nascido em 24 de setembro de 1939, em Pontoise, França), é um investidor, cientista da computação, astrofísico, escritor, ufólogo e ex-astrônomo francês, desde 1962 morando em San Francisco, Califórnia, EUA. (Não confundir com o astrônomo canadense Jacques P. Vallée.)
Na ciência oficial, destacou-se pelo desenvolvimento do primeiro mapeamento computadorizado de Marte para a NASA, e por seu trabalho na SRI International na criação da ARPANET, precursora da moderna Internet. Vallée também é uma figura de destaque no estudo dos objetos voadores não-identificados (OVNIs), destacando-se primeiro pela defesa da legitimidade científica da hipótese extraterrestre e mais tarde pela promoção da hipótese interdimensional. Escreveu vários livros, de finanças a ufologia, passando por novelas de ficçao cientifica, computaçao e outros.

## Obras mais conhecidas
- The Four Elements of Financial Alchemy: A New Formula for Personal Prosperity. Berkeley: Ten Speed Press (2000).
- Le Sub-Espace [Sub-Space] (sob o nome de  Jérôme Sériel)(1961)
- Le Satellite Sombre [The Dark Satellite] (sob o nome de  Jérôme Sériel). (1963)
- Alintel (1986)

- La Mémoire de Markov (1986)

- Computer Message Systems. Data Communications Book Series. New York: McGraw-Hill (August 1984).
- Electronic Meetings: Technical Alternatives. Addison-Wesley Series on Decision Support. Addison-Wesley Publishing (July 1979).
- The Network Revolution: Confessions of a Computer Scientist. Berkeley: And/Or Press (1982).
- The Heart of the Internet: An Insider's View of the Origin and Promise of the On-line Revolution. Charlottesville, VA: Hampton Roads Pub. Co. (2003).
- Anatomy of a Phenomenon: Unidentified Objects in Space – a Scientific Appraisal. NTC/Contemporary Publishing (January 1965).
- UFO's In Space: Anatomy of A Phenomenon (paperback). Ballantine Books (April 1987).
- Challenge to Science: The UFO Enigma – with Janine Vallée (NTC/Contemporary Publishing, 1966)
- The Edge of Reality: A Progress Report on Unidentified Flying Objects – Jacques Vallée and Dr. J. Allen Hynek (Quality Books, 1975)
- UFO Chronicles of the Soviet Union: A Cosmic Samizdat (Ballantine Books, 1992)
- Forbidden Science: Journals, 1957-1969 (North Atlantic Books, 1992;
- Forbidden Science, Volume Two: Journals, 1970-1979 — California Hermetica (San Francisco: Documatica Research, 2009;
- Forbidden Science, Volume Three: Journals, 1980-1989 — On the Trail of Hidden Truths (self-published with Lulu Press, 2016)
- Forbidden Science 4: The Spring Hill Chronicles, The Journals of Jacques Vallee 1990-1999 (self-published with Lulu Press, 2019)
- Trinity: The Best-Kept Secret (Documatica Research, 2021;